# 多枝臂形草
多枝臂形草（学名：Brachiaria ramosa）为禾本科臂形草属下的一个种。基部倾斜，节被柔毛，下部节上生根。叶鞘松弛，光滑，边缘及鞘口被毛；叶舌短小，密生纤毛；叶片狭披针形，先端渐尖，边缘略厚且粗糙，叶片常呈微波状皱折。主轴有三棱，被短刺毛；穗轴具三棱，通常被短刺毛，有时疏生长硬毛；小穗椭圆状长圆形，疏生短硬毛，内稃膜质，狭窄而短小。多生长于丘陵荒野草地上。

## 扩展阅读
- 維基物種上的相關：多枝臂形草